# Antonio Collalto
Antonio Collalto, né à Venise le 22 avril 1765 mort à Padoue le 16 juillet 1820, est un mathématicien italien.

## Biographie
Antonio Collalto naquit vers 1750 à Venise. Après avoir professé pendant plusieurs années la physique et les mathématiques dans les écoles de sa ville natale, il obtint la place d’examinateur de la marine. Plus tard, il visita les ports et les grands établissements d’industrie des principales nations de l’Europe, pour décrire et dessiner les machines les moins connues. Il fut, en 1803, nommé professeur de mathématiques transcendantes à l’école militaire de Pavie, et il passa quelque temps après, avec le même titre, à l’université de Padoue. Déjà membre de plusieurs académies, en 1815, il remplaça Valperga di Caluso, correspondant de la Società italiana delle scienze. II mourut à Padoue, le 20 juillet 1820, avant d’avoir entièrement terminé son grand Traité des Machines, qui devait mettre le sceau à sa réputation. Cet ouvrage est intitulé : La descrizione, il maneggio e l’uso dei principali strumenti di meccanica applicabili alle scienze ed altre arti.

## Œuvres
Parmi les autres ouvrages de Collalto les plus connus sont :
- Identità del calcolo differenziale con quello delle serie, ovvero il metodo degli infinitamente piccoli di Leibnizio, Milan, 1802, in-8°.
- Geometria analitica, a due e tre coordinate, Padoue, 1802, in-8°. Cette édition est la meilleure. Dans une courte notice insérée par Salfi dans la Revue encyclopédique, 1821, t. 2, p. 453, et copiée par tous les biographes, on lit que les recueils des différentes académies italiennes contiennent des mémoires de Collalto. Il faut du moins en excepter ceux de la Società delle scienze, qui n’en renferment aucun.